# Aiguilles de Chamonix

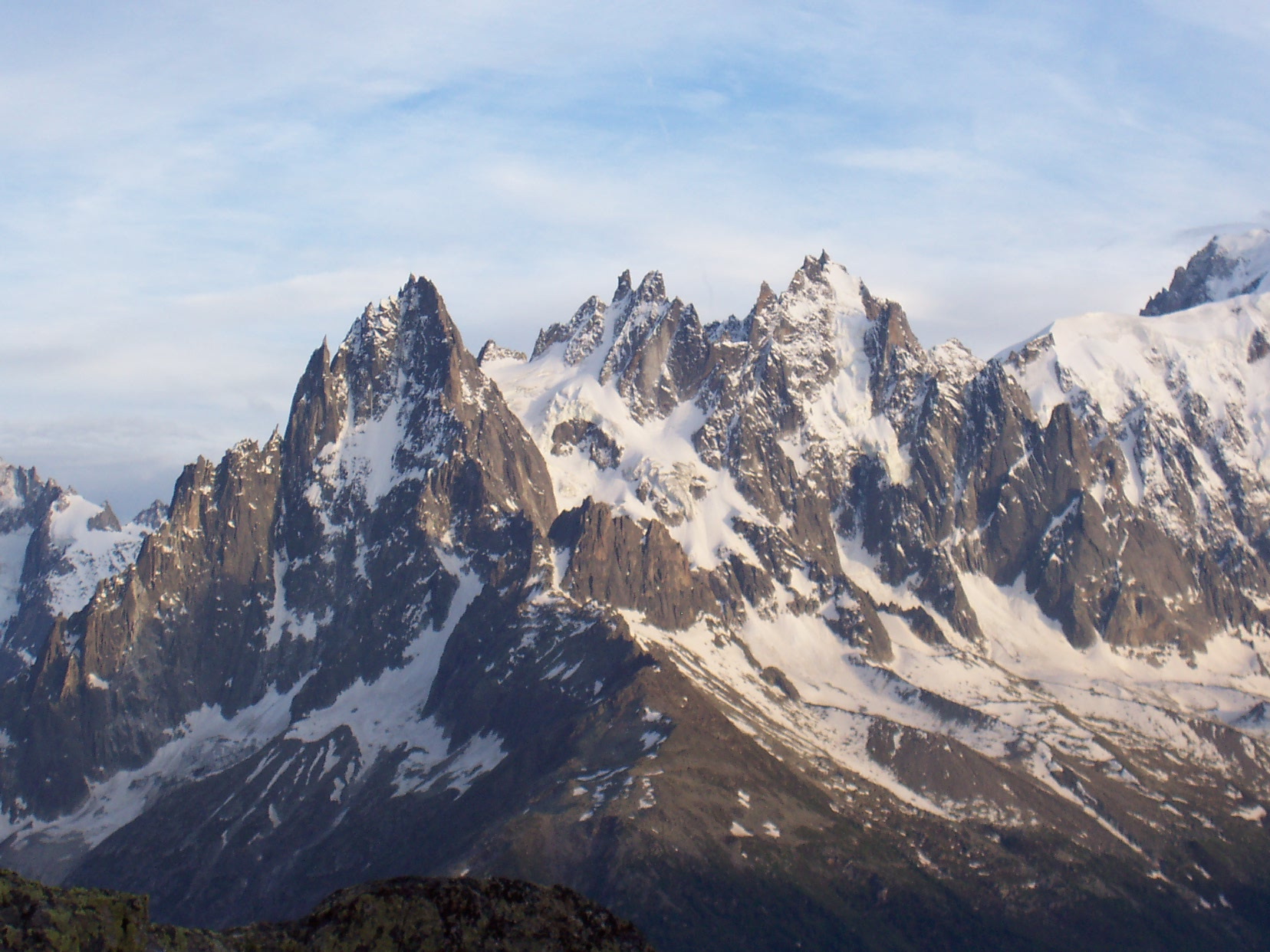
Aiguilles de Chamonix, versant nord-ouest.

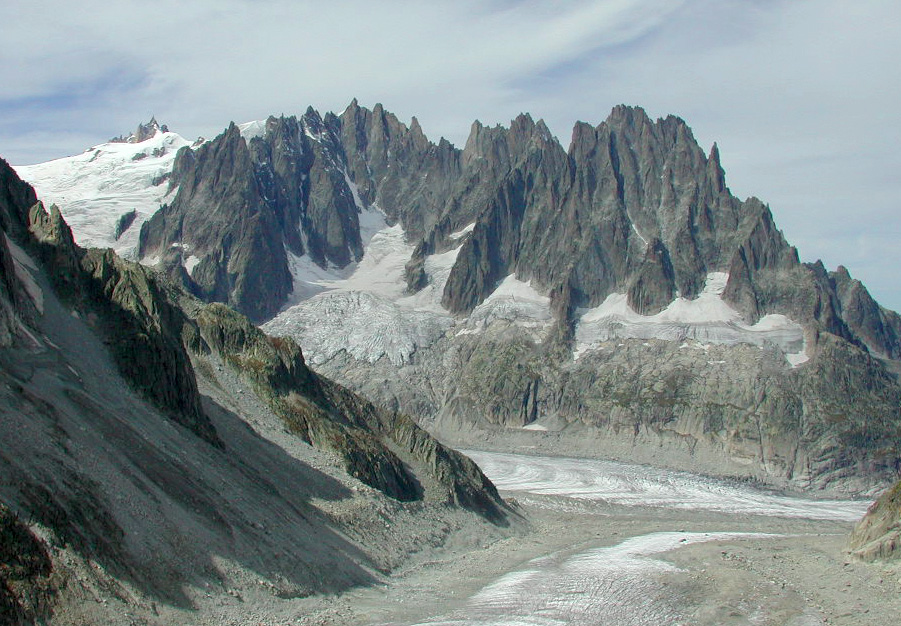
Aiguilles de Chamonix, versant sud-est. Au premier plan le glacier de Leschaux puis la Mer de Glace.

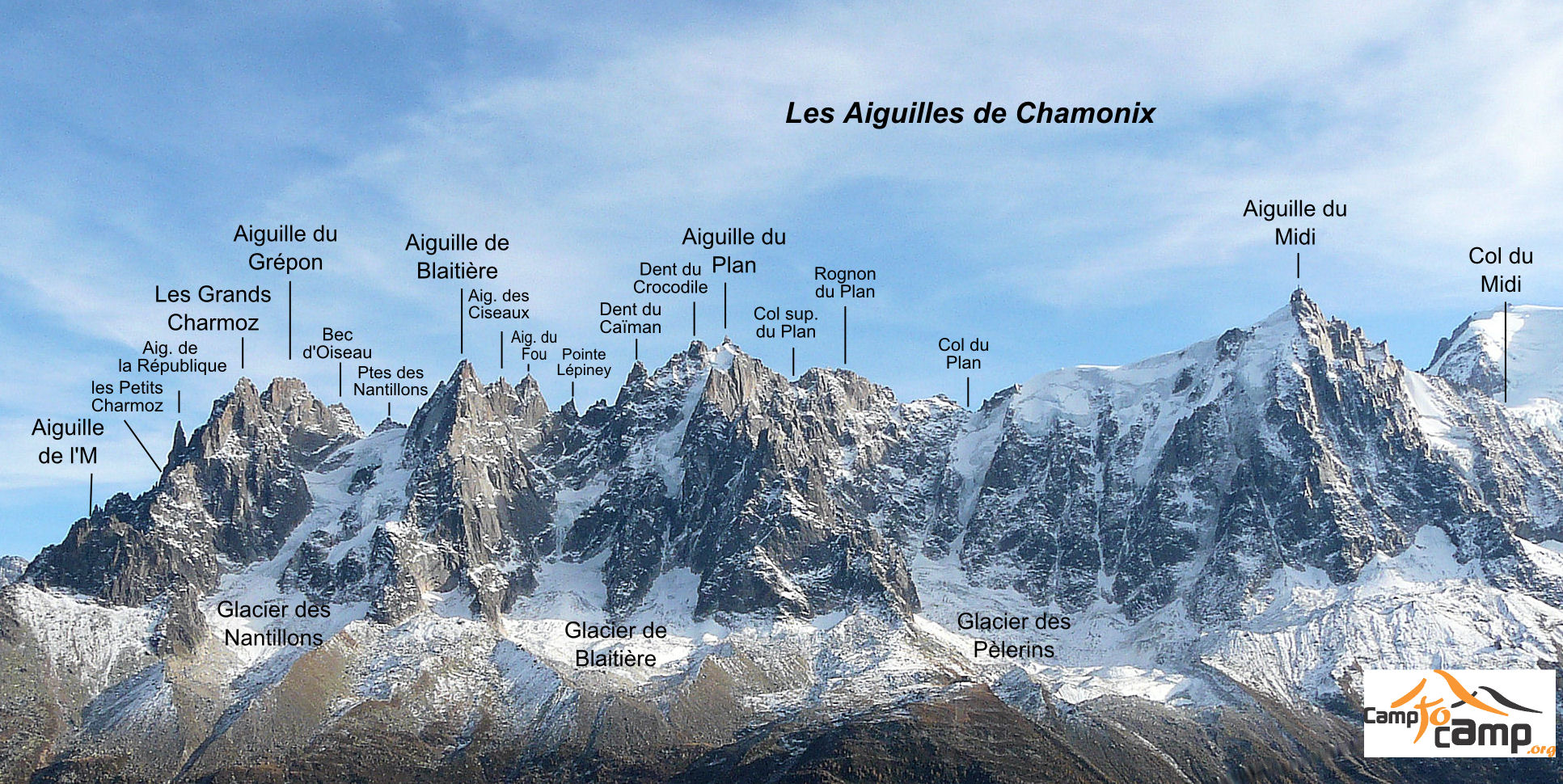
Panorama annoté des aiguilles de Chamonix.

Les aiguilles de Chamonix sont un groupe de sommets principalement rocheux faisant partie du massif du Mont-Blanc. Dominant la vallée de Chamonix, elles représentent un des paysages les plus célèbres des Alpes françaises.

## Géographie
Géographiquement, il s'agit des aiguilles s'étendant depuis la Mer de Glace, au nord, jusqu'au glacier des Bossons, au sud. Leur altitude varie entre 3 000 et 4 000 mètres.
Depuis l'aiguille du Midi (3 842 mètres), une crête orientée vers le nord-est s'achève à l'aiguille du Plan (3 673 mètres), à partir de laquelle part une série d'autres crêtes.
La crête sud-est est formée de deux sommets :
- le Pain de Sucre d'Envers du Plan (3 607 mètres) ;
- la dent du Requin (3 422 mètres).

Vers le nord-ouest se trouvent :
- l'aiguille des Deux-Aigles (3 487 mètres) ;
- l'aiguille des Pélerins (3 318 mètres) ;
- l'aiguille du Peigne (3 192 mètres).

La crête nord-est se compose de quatre sommets :
- la dent du Crocodile (3 640 mètres) ;
- la dent du Caïman (3 554 mètres) ;
- l'aiguille du Fou (3 501 mètres) ;
- l'aiguille des Ciseaux (3 479 mètres).

De l'aiguille de Blaitière (3 522 mètres) à l'aiguille du Grépon (3 482 mètres), deux crêtes se détachent :
- la crête nord, passant de l'aiguille des Grands Charmoz (3 445 mètres) à l'aiguille des Petits Charmoz (2 867 mètres), termine avec l'aiguille de l'M (2 844 m) ;
- la crête nord-est commence à l'aiguille de la République (3 305 mètres) et s'achève à la tête de Trélaporte (2 552 mètres) ;
- le groupe de l'aiguille de Blaitière comprend également l'aiguille des Ciseaux, aiguille du Fou, la pointe Lépiney et la pointe Chevalier.

## La conquête des Aiguilles
- Aiguille du Midi : 4 août 1818 par A. Malczewski, avec J.M. Balmat et 5 autres guides
- Aiguille du Plan : juillet 1871 par James Eccles avec Alphonse Payot et Michel-Clément Payot
- Aiguille de Blaitière : 6 août 1874 par E.R. Whitwell avec Christian Lauener et Johann Lauener
- Aiguille du Grépon : 5 août 1881, par Albert F. Mummery avec Alexander Burgener et B. Venetz
- Aiguille des Grands Charmoz : 9 août 1885 par Henri Dunod et P. Vignon avec J. Desailloux, F. Folliguet, F. et G. Simond
- Dent du Requin : 25 juillet 1893 par Albert F. Mummery, G. Hastings, John Norman Collie et W. C. Slinsby
- Aiguille du Fou : 16 juillet 1901 par Émile Fontaine avec Joseph Ravanel
- Dent du Crocodile : 31 mai 1904 par Émile Fontaine avec Joseph Ravanel et E. Charlet
- Aiguille de la République : 29 juillet 1904 par H.E. Beaujard avec Joseph Simond, Louis Simond et Alfred Tournier.
- Aiguille des Pélerins : 9 juillet 1905 par Robert O'Gorman et Albert Brun avec Joseph Ravanel et E. Charlet
- Dent du Caïman : 20 juillet 1905 par Émile Fontaine avec Joseph Ravanel et Léon Tournier
- Pain de Sucre d'Envers du Plan : 18 août 1913 par Guido Mayer avec Angelo Dibona
- Aiguille de Roc : 6 août 1927 par Miriam O'Brien Underhill (en) avec Alfred Couttet et Vital Garny

Les aiguilles sont parcourues par de multiples itinéraires, de difficultés variées. La fin du XXe siècle y a vu un développement intensif de l'escalade rocheuse de haut niveau sur les versants Chamonix et de l'Envers des Aiguilles.

## Refuges
Quatre refuges sont situés sur le pourtour des aiguilles de Chamonix : le refuge des Cosmiques, le refuge de l'Envers des Aiguilles, le refuge du Requin et le refuge du Plan de l'Aiguille.